# Mole Antonelliana
La Mole Antonelliana és el principal símbol arquitectònic de la ciutat de Torí (Piemont). Pren el nom de l'arquitecte que la va construir, Alessandro Antonelli.

## Història
La mole és una estructura de maçoneria, començat el 1863. Fa 167 metres d'alçada. Originàriament, havia de ser una sinagoga, com que tot just s'havia aprovat la llibertat oficial de culte a les religions no catòliques. La comunitat hebrea de la ciutat volia construir un temple amb una escola annexa.
L'elecció d'Antonelli com arquitecte no va ser del tot encertada, perquè proposà una sèrie de modificacions que haurien alçat l'edifici fins als 113 metres, molt més enllà dels 47 metres originals per la cúpula. Aquestes modificacions, així com l'ampliació del temps de construcció i costos van provocar que la comunitat hebrea es veiés forçada a acabar les obres i instal·lar-hi un sostre provisional l'any 1869.
L'any 1873 es produí un intercanvi amb la ciutat de Torí, que va cedir un altre espai per a construir l'actual sinagoga, i prengué a canvi la Mole, que més tard va ser dedicada al rei Víctor Manuel II d'Itàlia.
Antonelli reprengué la construcció amb un conjunt de modificacions que n'augmentaven l'alçada a 146, 153, i finalment 167 metres, el que en fa l'edifici en maçoneria més alt d'Europa.
Malauradament, l'obra sofrí problemes estructurals, degut a les dimensions relativament reduïdes de la base i al pes que havia de suportar. El sòl sobre el qual s'edificà va ser anteriorment un dels bastions que constituïen les muralles de la ciutat. Aquestes muralles foren enderrocades per mandat de Napoleó a principi del segle xix, i és possible que el terreny no s'hagués reassentat completament quan van començar les obres de construcció de l'edifici.
Antonelli treballà a la Mole fins a la seva mort: havia esdevingut llegendari l'espècie d'ascensor accionat d'una corriola que portava l'arquitecte, proper ja als noranta anys, a diverses desenes de metres d'alçada per a verificar personalment l'estat de les obres. No obstant això, Antonelli no va poder veure la seva creació acabada, el seu fill Constanzo va continuar l'obra, mentre Annibale Rigotti hi va decorar l'interior entre 1905 i 1908.

## Seu del Museu del Cinema
Entre els anys seixanta i noranta del segle xx, la Mole servia com a balcó panoràmic de la ciutat, gràcies a l'ascensor que puja als setanta metres del cim de la cúpula (on s'arriba amb menys d'un minut), on hi ha un petit mirador, així com per a mostres on s'ha exposat tota mena de material relacionat amb la història del cinematògraf a Itàlia. Dins de l'edifici hi ha el Museu nacional del cinema.
La Mole fou un dels primers edificis que gaudí d'il·luminació amb gas de ciutat, cap a voltants del segle xix. Des de 1998, i degut a la remodelació de la il·luminació externa i a la creació de l'esdeveniment «Luci d'Artista» (llums d'artista), al costat de la cúpula es pot veure una instal·lació de Mario Merz, «El vol dels números», amb l'inici de la successió de Fibonacci que s'alça cap al cel.

## Adversitats
La vida de la Mole Antonelliana no ha gaudit mai d'estabilitat. Durant la construcció, el terratrèmol del 23 de febrer de 1887 va obligar a modificar el projecte per a consolidar-lo. L'àngel posat a la punta del monument va ser abatut durant el temporal d'11 d'agost de 1904, i fou substituït per un estel de vora quatre metres de diàmetre. Actualment, l'àngel es pot veure a l'interior de la Mole.
El 23 de maig de 1953, una altra violentíssima tempesta, acompanyada de grans ràfegues d'aire, feu caure 47 metres del pinacle, reconstruït l'any 1961 amb una estructura metàl·lica recoberta de pedra.
Durant els treballs de consolidació es va decidir estabilitzar l'interior amb grans arcs de formigó, que això no obstant, desnaturalitzaven completament l'interior, donant una sensació desagradable de claustrofòbia. Per altra banda, també s'havien aixecat veus crítiques, que temien que l'excessiva rigidesa donada a l'estructura amb aquest formigó pogués danyar-la, ja que es reduïen les possibilitats d'oscil·lacions elàstiques.

## Galeria

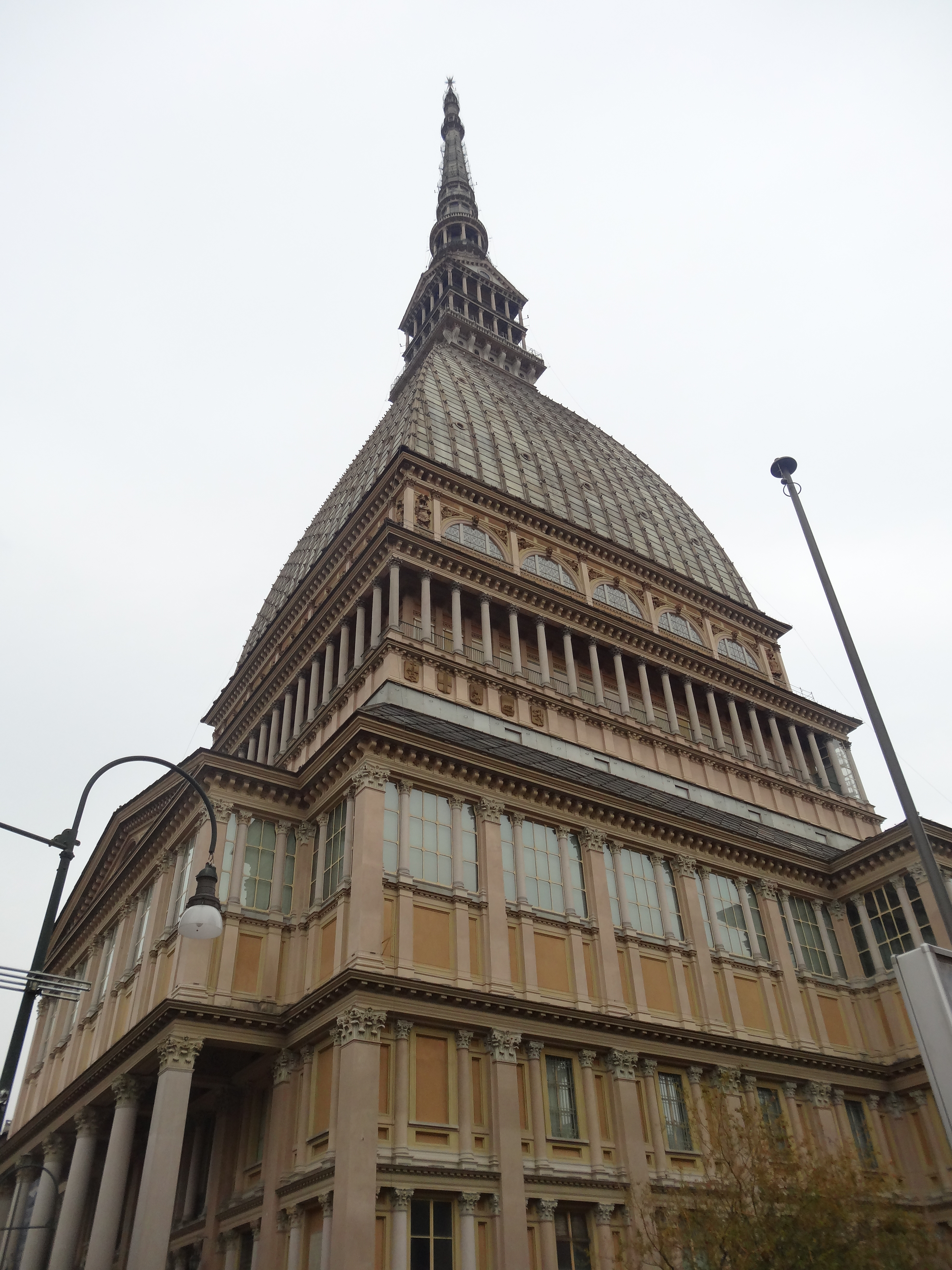
La Mole Antonelliana
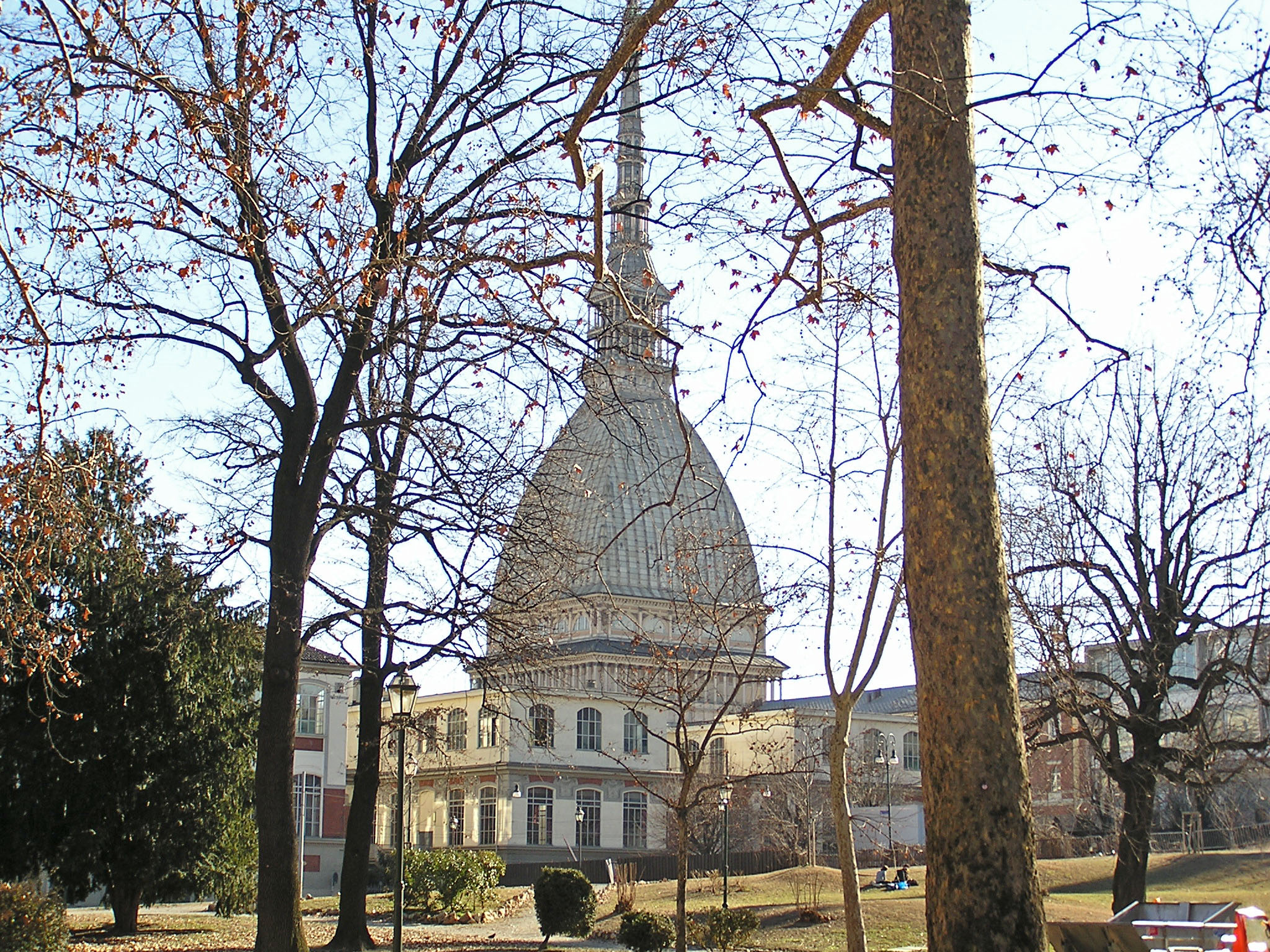
La Mole Antonelliana vista des dels Jardins Reials
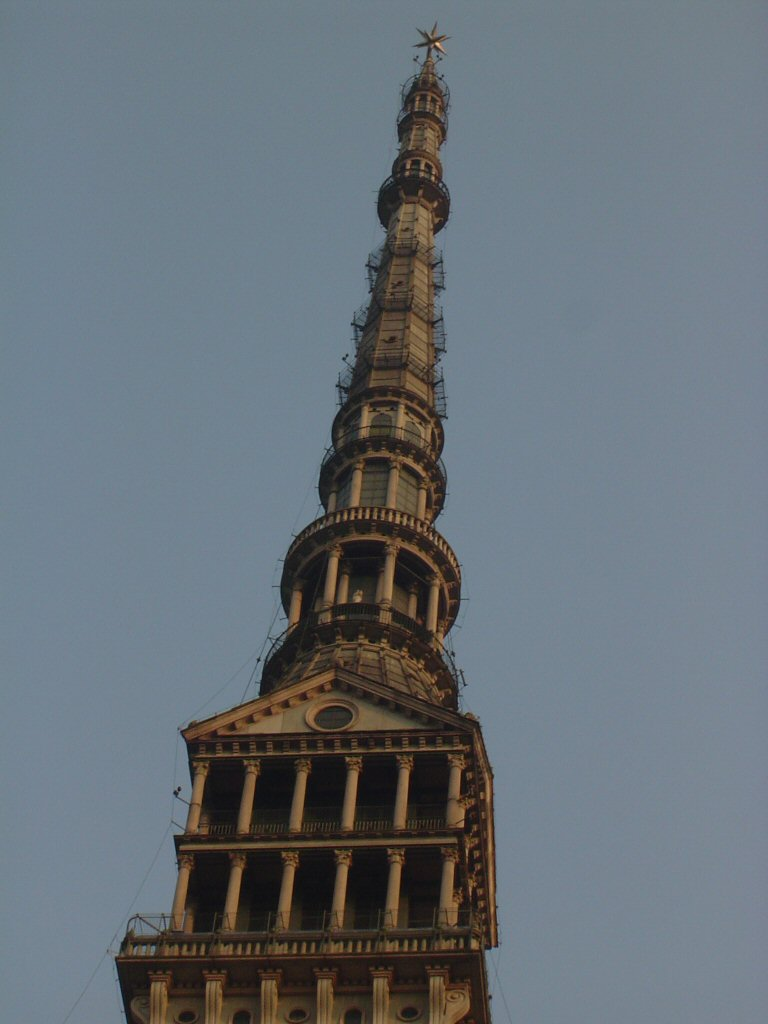
La Mole Antonelliana detall del pinacle amb l'estel
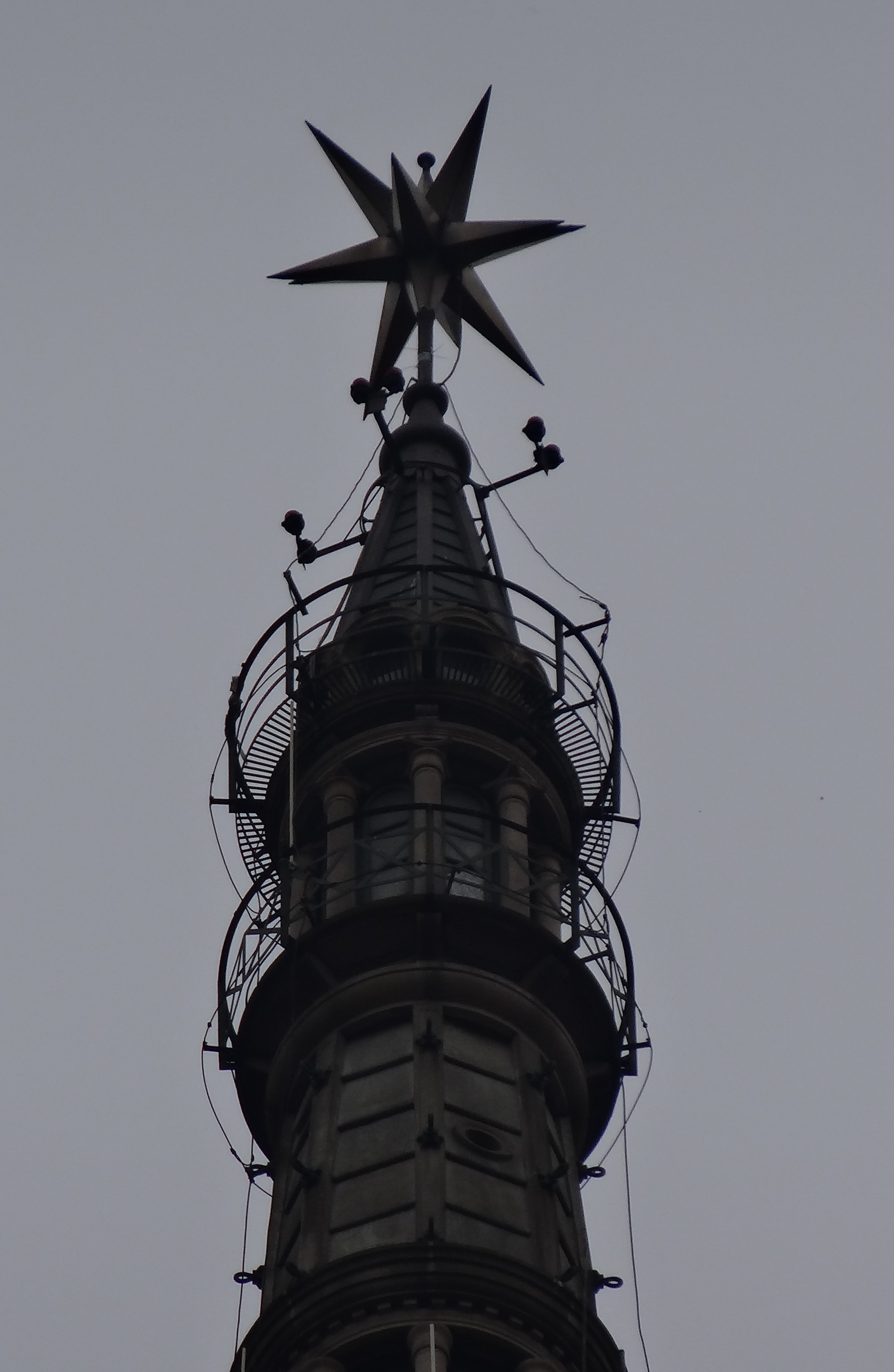
La punta

## Cutriositats

Torino 2006

- La Mole Antonelliana apareix al dors de la moneda de 2 cèntims d'euro encunyades a Itàlia.
- Va ser utilitzat en el logo dels Jocs Olímpics d'Hivern de 2006. S'hi mostra la figura de la Mole estilitzada amb cristalls de glaç blancs i blaus, neu i cel, que formen una xarxa, símbol de l'esperit olímpic.
- A l'interior de la Mole Antonelliana s'ha rodat gran part de la pel·lícula Dopo mezzanotte de Davide Ferrario, en la qual la Mole és una simbòlica coprotagonista.
- Un dibuix de la Mole Antonelliana apareix als títols de crèdit del llargmetratge de Hayao Miyazaki Porco Rosso.